# Битва під Коатітом
Битва під Коатітом — битва італо-ефіопської війни, яка відбулась 13-14 січня 1895 року поблизу міста Коатіт в Еритреї.

## Хід битви
У грудні 1894 року італійські війська перейшли кордон Ефіопії. Війська генерала Баратьєрі зайняли місто Адуа, яке, проте, незабаром залишили.
13-14 січня 1896 року італійські війська зіткнулись з військами правителя регіону Тиграй, раса Менгеша.
На початку битви успіх був на стороні ефіопських військ, які розбили передові частини італійців. Але у найважливіший момент битви до італійців прибуло підкріплення на чолі з генералом Арімонді, яке не дозволило ефіопам здобути перемогу. З настанням темряви бій припинився.
Наступного дня ефіопи, дізнавшись про прибуття нових підкріплень противника, почали відступ до міста Сенафа, де того ж дня відбулась нова битва. Вона закінчилась поразкою ефіопів. Багато ефіопських воєначальників загинуло, рас Менгеша заледве врятувався.
Італійці захопили весь обоз ефіопів.